# 沒問題先生
是一部2008年美國喜劇片，由派頓·瑞德執導，金·凱瑞領銜主演。電影根據英國作家丹尼·華萊士2005年的原著《Yes Man》改編而成。2007年10月於洛杉磯進行製作，北美2008年12月19日首映。

## 劇情
卡爾艾倫（Carl Allen，金·凱瑞飾）是個凡事找藉口，事來總拒絕的白領上班族。自從與前妻離婚後，過著不參與任何社交活動，每夜獨自看出租影片的消極生活。直到參加朋友介紹的「YES」講座，講師泰倫斯（Terrence，泰倫斯·史坦普飾）演說時命中卡爾內心深處，並預言，卡爾必須向每個機會都說「YES」，而說「NO」會遭致不幸。
不得已的卡爾只好答應一切邀約與請求，再也不敢拒絕，從此成為「沒問題先生」。竟然如泰倫斯所料，卡爾的命運開始大不同，好運紛至，甚至結識了樂團美女艾莉森（Allison，柔伊·黛絲香奈飾），兩人陷入熱戀，結伴同遊。孰料卡爾與艾莉森卻被聯邦調查局誤認為恐怖份子，被拘留，他的好友彼得律師（布萊德利·古柏飾）到了拘留室為他們辯解，經過一番解釋，才讓調查局幹員知道卡爾根本與恐怖份子沒關係，只是事事都承諾、應允罷了。兩人終於得到釋放。
但這樣的作風，讓艾莉森發現，卡爾對她先前的種種海誓山盟都不過是反射性的應允，並非真正發自內心的愛，憤而提出分手。卡爾要如何破除泰倫斯的魔咒，贏回佳人芳心？

## 演員
| 演员             | 角色                       |
| 金·凱瑞          | 卡爾艾倫（Carl Allen）     |
| 柔伊·黛絲香奈    | 艾莉森（Allison）          |
| 布萊德利·古柏    | 彼得（Peter）              |
| 約翰·麥可·希金斯 | 尼克（Nick）               |
| 萊斯·達比        | 諾曼（Norman）             |
| 丹尼·麥斯特森    | Rooney                     |
| 泰倫斯·史坦普    | 泰倫斯（Terrence Bundley） |
| 茉莉·希姆斯      | Stephanie                  |
| 費歐諾拉·馥蘭根  | Tillie                     |
| 莎夏·亞歷山大    | Lucy Barnes                |
| 路易·古茲曼      | Jumper                     |

## 發行
台灣排定在2009年春節檔期。
電影DVD與藍光光碟於2009年4月7日發行，發行單碟與雙碟剪輯版。

## 評價
影評家給予《沒問題先生》普遍中等的評價，電影評論網站爛番茄，基於128篇評論中有42%的影評家給予正面的評價。大致影評認為與金·凱瑞早期電影（Liar Liar）情節過於相似。Metacritic網站基於23篇評論，平均分數100分只拿到45分。
北美首映開出1830萬美元的成績，榮登當週票房冠軍。台灣排在新春檔期連任雙週冠軍，台北票房累積總計共4936萬，全台開出近9000萬新台幣的佳績。

## 相關閱讀
- Wallace, Danny.  (Paperback). Simon Spotlight Entertainment. 2008年11月. ISBN 1416595538.

## 外部連結
- 互联网电影数据库（IMDb）上《沒問題先生》的资料（英文）
- Box Office Mojo上《沒問題先生》的資料（英文）
- Metacritic上《沒問題先生》的資料（英文）
- 爛番茄上《沒問題先生》的資料（英文）
- AllMovie上《沒問題先生》的资料（英文）

| 上一届：                | 2008年全美週末票房冠軍 12月21日      | 下一届： 馬利與我 |
| 上一届： 赤壁：決戰天下 | 2009年台北週末票房冠軍 2月1日-2月8日 | 下一届：          |